# Roland Fürst (Politiker, 1969)
Roland Fürst (* 13. März 1969) ist ein österreichischer Sozialwissenschaftler und Politiker (SPÖ). Er war von 2019 bis 2023 Landesgeschäftsführer der SPÖ Burgenland. Am 17. Februar 2020 wurde er als Abgeordneter zum Burgenländischen Landtag angelobt.

## Leben
Roland Fürst absolvierte von 1985 bis 1989 eine Lehre zum Betriebsschlosser. Nach Ablegung der Studienberechtigungsprüfung begann er ein Studium der Sozialwissenschaften an der Fachhochschule St. Pölten, das er als Magister (FH) abschloss. 2008 begann er ein Dissertationsstudium der Politikwissenschaften bei Karl Ucakar an der Universität Wien, wo er 2012 zum Doktor promovierte.
Von 1994 bis 2003 war er als Sozialarbeiter und Bewährungshelfer beim Verein Neustart tätig. 2003/04 war er Journalist bei der Tageszeitung Kurier Burgenland, 2004/05 Pressesprecher und stellvertretender Büroleiter bei Sozial- und Gesundheitslandesrat Peter Rezar. Von 2005 bis 2014 unterrichtete er an der FH Campus Wien, wo er auch stellvertretender Studiengangsleiter im Masterstudiengang Soziale Arbeit war. An der Fachhochschule Burgenland wurde er 2014 Leiter des Departments Soziales, wo er den Bachelor-Studiengang Soziale Arbeit einrichtete. Mit August 2019 wurde er an der FH Burgenland karenziert. Zu seinen Lehr- und Forschungsschwerpunkte zählen Methoden, Theorien und Geschichte der Sozialen Arbeit, Sozialraumorientierung und Klinische Soziale Arbeit sowie Politische Rahmenbedingungen der Sozialen Arbeit.
Fürst ist verheiratet, Vater dreier Kinder und lebt mit seiner Familie in Bad Sauerbrunn. Im FC Landtag spielt er Fußball.

### Politik
Fürst war Mitglied der Sozialistischen Jugend Österreich und von 1984 bis 1989 FSG-Jugendbetriebsrat bei der Berndorfer Metallwaren AG. Von 1990 bis 1993 war er Mitglied im Landesvorstand der Grünen Alternativen in Niederösterreich, 1993 war er Pressesprecher und Kandidat für die SPÖ Wiener Neustadt unter Peter Wittmann. Bei der Landtagswahl im Burgenland 2010 kandidierte er für die SPÖ im Bezirk Mattersburg, von 2012 bis 2017 war er SPÖ-Ortsparteivorsitzender in Bad Sauerbrunn.
Bei der Nationalratswahl 2017 kandidierte er für die SPÖ auf dem siebenten Listenplatz im Landeswahlkreis Burgenland sowie auf dem dritten Listenplatz im Regionalwahlkreis Burgenland Nord. Im Juni 2019 wurde er von Hans Peter Doskozil neben Christian Dax zum zweiten Landesgeschäftsführer der SPÖ Burgenland bestellt. Nach der Landtagswahl 2020 wurde Fürst Anfang Februar 2020 alleiniger Landesgeschäftsführer. Am 17. Februar 2020 wurde er in der konstituierenden Sitzung der XXII. Gesetzgebungsperiode als Abgeordneter zum Burgenländischen Landtag angelobt.
Im September 2023 folgte er Robert Hergovich als SPÖ-Klubobmann nach. Hans Peter Doskozils Sprecherin Jasmin Puchwein rückte als Landesgeschäftsführerin nach.

## Publikationen (Auswahl)
- 2019: Sozialraumorientierung: ein Studienbuch zu fachlichen, institutionellen und finanziellen Aspekten, gemeinsam mit Wolfgang Hinte (Hrsg.), 3. aktualisierte Auflage, facultas, Wien 2019, ISBN 978-3-8252-5095-9